# Josephine Zakrajšek
Josephine Zakrajšek (tudi Josie Zakrajšek, r. Mežnaršič), slovenska društvena in politična
delavka v ZDA, * 21. april 1904, Cleveland, † 16. junij 1979, Cleveland.

## Življenje in delo
Zakrajškova se je ob delu v tovarni dodatno izobraževala v večernih šolah in si pridobila naziv upravna delavka. V letih 1927−1930 je bila med drugim uslužbenka socialnega skrbstva , nato upravnica Slovenskega narodnega doma v Clevelandu, sodelovala je tudi z Slovensko narodno podporno jednoto in Ameriško dobrodelno zvezo. Od 1939-1979 je bila glavna tajnica Progresivnih Slovenk Amerike. Prizadevala si je za ustanavljanje krožkov zunaj Clevelanda. Leta 1944 je ustanovila odbor za zbiranje pomoči domovini, postala glavna odbornica podobnega jugoslovanskega odbora ter glavna nadzornica in blagajničarka Slovensko-ameriškega nacionalnega sveta, ki je zbiral pomoč za domovino.
Po vojni je pomagala pri zbiranju pomoči za pediatrično bolnišnico v Ljubljani, slovenski kulturni dom v Trstu, žrtve potresa v Skopju in drugo. Sodelovala je v slovenskih društvih v Clevelandu pri zbiranju gradiva o ameriških Slovencih, gradnji doma za ostarele v Clevelandu, organizaciji prve turneje Slovenskega okteta med ameriškimi Slovenci, dopisovala v ameriške in slovenske časopise, se zavzemala za povezovanje med izseljenci in domovino in drugo.

## Priznanja
Za svoje delo je prejela več ameriških priznanj. Leta 1945 je bila odlikovana tudi z jugoslovanskim redom zaslug za ljudstvo s srebrnimi žarki.